# Moeda-mercadoria

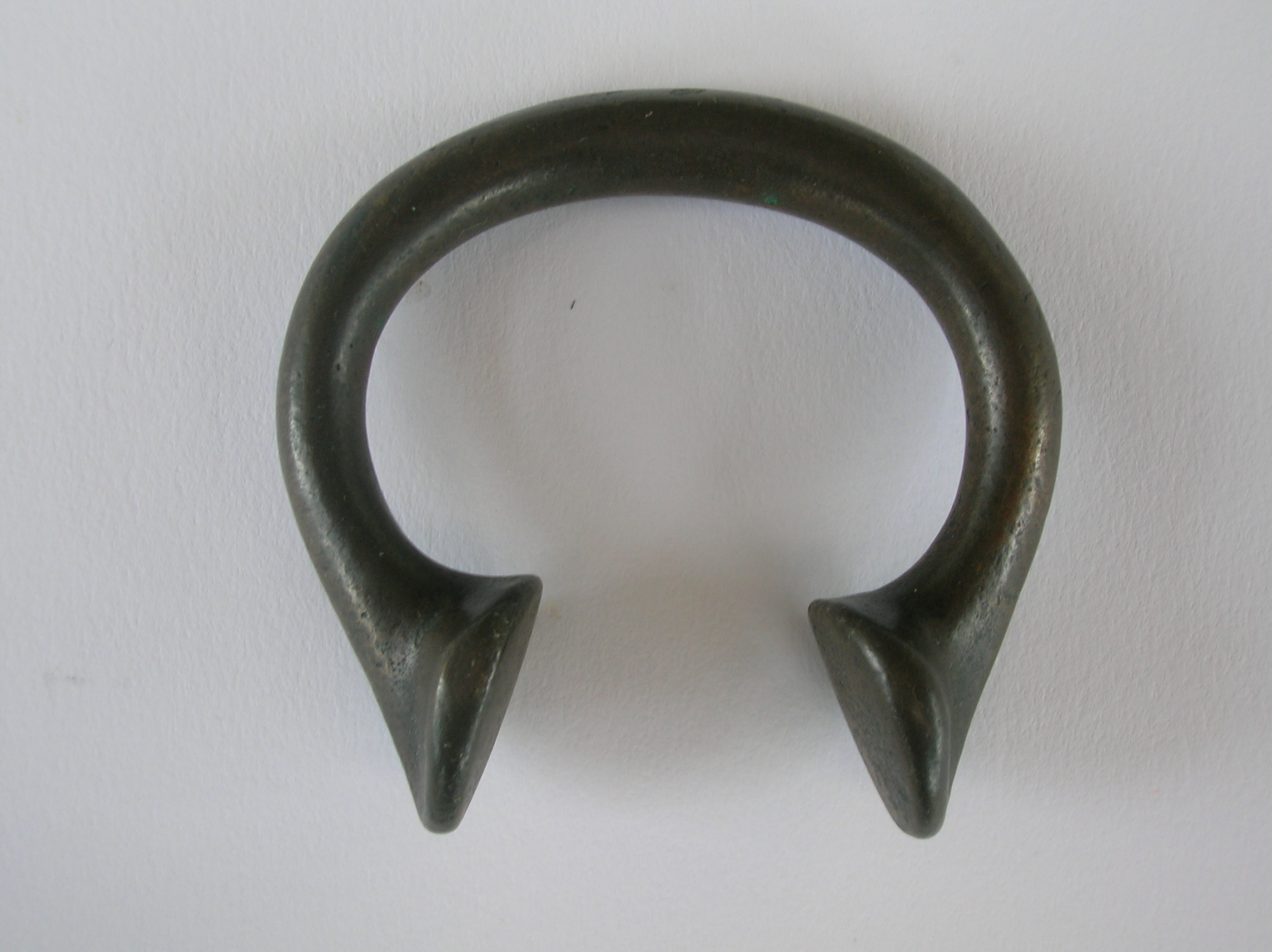
Um okpoho ou manilla, uma moeda-mercadoria tradicional no Oeste da África até a década de 1940.

Moeda-mercadoria é a moeda cujo valor vem da mercadoria da qual ela é feita. A moeda-mercadoria consiste de objetos que possuem valor nelas próprias bem como valor em seu uso como moeda.
Exemplos de mercadorias que foram usadas como meio de troca incluem o ouro, prata, bronze, sal, pimenta preta, pedras grandes (tais como as pedras Rai), cintos decorados, conchas, álcool, cigarros, maconha, doces, sementes de coco, búzios e cevada. Esses itens foram usados algumas vezes como uma medida de valor percebido em conjunto a um outro item, em economias de sistema de preços ou valoração de várias mercadorias.

## Aspectos
A moeda-mercadoria distingue-se da moeda representativa, que é o certificado ou ficha que pode ser trocado por sua mercadoria subjacente, mas apenas quando a troca é boa para a fonte ou o produto. Uma característica fundamental da moeda-mercadoria é que o valor é diretamente percebido pelos usuários dessa moeda, que reconhecem a utilidade ou belezas das fichas. Ou seja, o efeito de possui uma ficha que pode ser trocada por um barril de petróleo deve ser economicamente o mesmo de possuir de fato o barril em suas mãos. Esse pensamento guia o mercado de mercadorias moderno, embora eles usem uma gama sofisticada de instrumentos financeiros que são mais do que representações de unidades um-a-um de um dado de tipo de mercadoria.
Visto que o pagamento com uma mercadoria geralmente gera um bem útil, a moeda-mercadoria é semelhante à permuta, mas difere dela por ter uma única unidade de troca reconhecida. (Radford 1945) descreve o estabelecimento de uma moeda-mercadoria nos campos da Segunda Guerra Mundial.
As pessoas deixam seus excedentes de roupas, material de higiene e comida lá até que eles fossem vendidos a um preço fixo em cigarros. Apenas vendas com cigarros era aceita – não havia permuta [...] De comida, a loja possuía um pequeno estoque para conveniência. O capital era fornecido por um empréstimo da loja de cigarros da Cruz Vermelha e reembolsado por uma pequena comissão. Assim, o cigarro atingiu um status de moeda e o mercado foi quase que completamente unificado.
Radford documentou a forma como essa 'moeda cigarro' era sujeita à Lei de Gresham, inflação e especialmente deflação.
Em outro exemplo, nas prisões dos Estados Unidos, após que o fumo foi banido por volta de 2003, a moeda-mercadoria foi trocada em muitos lugares para latas  de peixe, que possuem um custo bastante estável e são fáceis de estocar. Elas podiam ser trocadas por muitos serviços nas prisões, onde a posse pessoal de moeda era proibida.

### Metais
Em situações nas quais a mercadoria é o metal, normalmente ouro ou prata, uma casa da moeda do governo costuma cunhar moeda ao colocar uma marca no metal que serve como uma garantia do peso e da pureza do metal. Ao fazer isto, o governo impõe uma taxa que é conhecida como senhoriagem.
O papel da casa da moeda e da moeda difere entre a moeda-mercadoria e a moeda fiduciária. Em situações nas quais há moeda-mercadoria, a moeda preserva seu valor se ela é derretida e fisicamente alterada, enquanto em uma moeda fiduciária não. Normalmente, em uma moeda fiduciária o valor cai se ela é convertida em metal, mas em alguns casos é permitido que o valor dos metais nas moedas fiduciárias  aumentem mais que o valor de face da moeda. Na Índia, por exemplo, as rupias fiduciárias desapareceram do mercado após 2007, quando seu teor de aço inoxidável tornou-se maior que o valor de fiduciário ou de face das moedas. Nos Estados Unidos, o metal nos pennies (em maior parte de zinco desde 1982) e o metal nos níqueis (75% cobre, 25% níquel) tem um valor próximo (e às vezes excedente) ao valor de face fiduciário da moeda.

## História
As mercadorias frequentemente surgem em situações nas quais outras formas de dinheiro não estão disponíveis ou não são confiáveis.
Várias mercadorias foram usadas na América pré-Revolucionária, incluindo conchas, milho, pregos de ferro, peles de castor e tabaco. De acordo com o economista Murray Rothbard:

Nas colônias americanas pouco povoadas, o dinheiro, com sempre, surgia no mercado como uma mercadoria útil e escassa, e começava a servir como um meio de troca geral. Assim, pele de castor e conchas eram usadas como dinheiro no norte para o comércio com os índios, e peixe e milho também servia como dinheiro. O arroz era usado como dinheiro na Carolina do Sul, e o uso mais abrangente da moeda-mercadoria era o tabaco, que servia como dinheiro em Virginia. A libra de fumo era a unidade monetária em Virginia, com recibos de depósitos em tabaco circulando como moeda subjacentes a 100% do tabaco nos depósitos.

O repositório de ouro Fort Knox há muito tempo mantido pelos Estados Unidos, funcionou como uma reserva teórica dos certificados de ouro impressos federalmente para substituir o ouro. Entre 1933 e 1970 (quando os Estados Unidos oficialmente deixaram o padrão-ouro), um dólar americano valia exatamente 1/35 de uma onça troy (889 mg) de ouro. No entanto, o comércio real de barras de ouro como um metal precioso nos Estados Unidos foi banido após 1933, com o propósito específico de prevenir o entesouramento do ouro privado durante um período de depressão econômica no qual a circulação máxima de dinheiro é desejada pelos economistas mais influentes. Esta era uma típica transação da mercadoria para o dinheiro representativo ou fiduciário, com as pessoas negociando outros bens sendo forçadas a negociar em ouro e, então, recebendo papel moeda que supostamente seria tão bom quanto o ouro.
Cigarros e gasolina eram usados como uma forma de moeda-mercadoria em algumas partes da Europa, incluindo Alemanha, França e Bélgica, após o final da Segunda Guerra Mundial. Cigarros ainda são usados como uma forma de moeda-mercadoria nas prisões dos Estados Unidos. (Lankenau   2001, p. 142 conclui que onde as prisões não a proíbem, é criado um "mercado negro" com o uso de cigarros como moeda).

## Funções da moeda-mercadoria

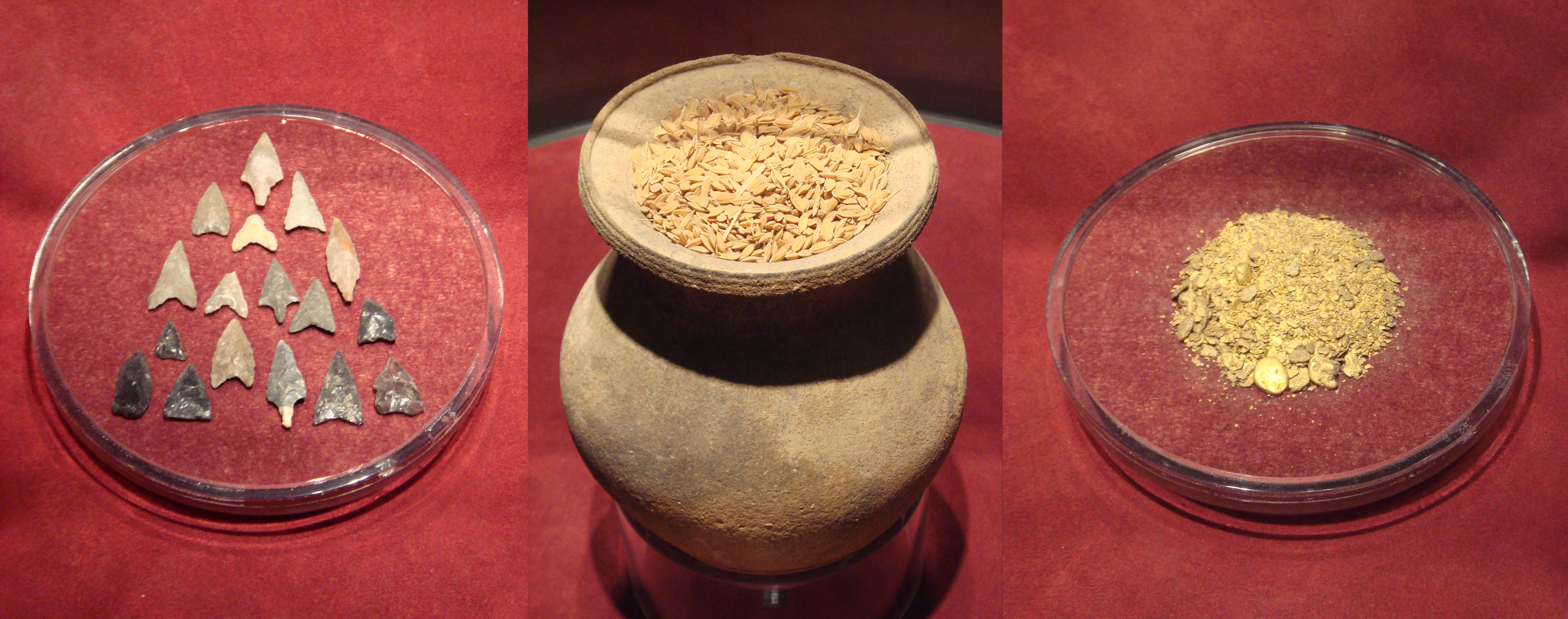
Moeda-mercadoria japonesa antes do século VIII: arrowheads, grãos de arroz, e pó de ouro. Esta era a forma mais antiga de Moeda japonesa.

Embora algumas moedas-mercadorias (cevada) tenha sido usada historicamente em relações de comércio e escambo (Mesopotâmia, cerca de 3 000 a.C), pode ser incoveniente usá-las como meio de troca ou um padrão de pagamento diferido devido às preocupações com transporte e estocagem. O ouro ou outros metais algumas vezes são usados como sistema de preços como uma reserva de valor percebido, que não se perde devido à deterioração material e pode ser facilmente estocada.
O uso de métodos parecidos com o escambo usando moeda-mercadoria podem datar de pelo menos 100 000 anos atrás. O ocre vermelho era usado no comércio da Suazilândia, joias de conchas também datam desse período e possuem os atributos necessários de uma moeda-mercadoria. Para organizar a produção e distribuir bens e serviços entre as populações, antes de a economia de mercado existir, as pessoas confiavam na tradição ou cooperação da comunidade. As relações de reciprocidade e/ou redistribuição foram substituídas pelas trocas no mercado.
As cidades-estado da Suméria desenvolveram uma economia de mercado baseada originalmente na moeda-mercadoria do shekel, que era uma medida de peso de cevada, enquanto a Babilônia e outras cidades-estado vizinhas mais tarde desenvolveram o sistema mais antigo de economia, usando uma métrica de várias mercadorias, que foi fixada em um código legal.
Vários séculos após a invenção da escrita cuneiforme, o uso da escrita expandiu-se além dos certificados de pagamento/dívida e listas de inventário para quantias de moeda-mercadoria sendo usadas nas leis de contrato, como na compra de propriedades e pagamento de multas legais.

## Valor jurídico e moeda-mercadoria
O valor de face das moedas em papel e metálicas é definido pelo Estado e, é somente este valor que deve ser juridicamente aceito como pagamento ou dívida, na jurisdição daquele Estado que declara a moeda como tendo curso legal. O valor de metais preciosos expressos na moeda pode a ela conferir um outro valor, mas isto varia com o tempo. O valor do metal é sujeito a acordos bilaterais, como nos casos dos metais puros ou mercadorias que não foram monetizadas por qualquer Estado. Como um exemplo, as moedas de ouro e prata de outros países fora dos Estados Unidos estão especificamente excluídas da lei norte-americana de terem curso legal para o pagamento de dívidas nos Estados Unidos, então um vendedor que se recusa a aceitá-la não pode ser processado pelo pagador que a oferece. No entanto, nada impede que tais acordos sejam feitos se ambas as partes concordarem em um valor para as moedas.